# Chloorthiazide
 Chloorthiazide (Diuril®) is een diureticum, ofwel een middel dat de urineproductie verhoogt. Het wordt gebruikt in ziekenhuizen bij bijvoorbeeld hartfalen. Het kan ook worden gebruikt als een antihypertensivum.
Meestal wordt het middel in pilvorm een of twee keer per dag oraal ingenomen. Op de ICU wordt chloorthiazide gegeven als toevoeging aan furosemide (Lasix®).

## Indicaties
- Grote hoeveelheden lichaamsvloeistof zoals:
  - Hartfalen
  - Oedema pedis
  - Rhonchi
  - Hypertensie

## Contra-indicaties
- Nierfalen of inefficiëntie
- Allergieën op sulfonamide

## Dosis
- 500 mg–1 g een of tweemaal per dag, via de mond of door een NG-tube.
- Kan ook via een infuus worden gegeven.

## Bijwerkingen
- Misselijkheid / Braken
- Hoofdpijn
- Duizeligheid
- Polyurie
- Uitdroging
- Hypoelektrolytemie (vooral hypokaliëmie / hypomagnesiëmie)